# Deepak Pandya
Deepak Pandya (ur. 6 grudnia 1932 w Jhulasan (Gudźarat), zm. 4 października 2020) – amerykański neuroanatom indyjskiego pochodzenia, autor prac na temat połączeń korowych i podkorowych w mózgu małp, badanych przy pomocy traktografii.

## Życiorys
Urodził się w indyjskiej miejscowości Jhulasan, w okręgu Mehsana w stanie Gudźarat. Był sierotą. W 1953 ukończył studia na Uniwersytecie Gujarat, w 1957 roku otrzymał tytuł doktora medycyny. Odbył staż w V.S. Hospital w Dźunagadh, po czym wyjechał do Stanów Zjednoczonych, gdzie praktykował w Cleveland. W 1964 podjął pracę w wydziale anatomii Case Western Reserve, jako postdoctoral fellow. W 1966 przeniósł się do Bostonu i prowadził badania w Aphasia Research Center przy Boston Veteran’s Administration Medical Center, i na wydziale anatomii i neurologii Boston University School of Medicine jako assistant professor.
Deepak Pandya jest ojcem astronautki Sunity Williams.